# Csong Jonghvan
Csong Jonghvan (hangul: 정용환, handzsa: 鄭龍煥, RR: Chung Yong-hwan), (Puszan, 1960. február 10. – Puszan, 2015. június 7.) válogatott dél-koreai labdarúgó, hátvéd, edző.

## Pályafutása
1984 és 1994 között a Daewoo Royals labdarúgója volt. 1983 és 1993 között 77 alkalommal szerepelt a dél-koreai válogatottban és két gólt szerzett. Részt vett az 1986-os mexikói és az 1990-es olaszországi világbajnokságon illetve az 1988-as szöuli olimpián. Tagja volt az 1988-as Ázsia-kupán ezüstérmes együttesnek.
2007-ben a Yangju Citizen vezetőedzője volt.

## Sikerei, díjai
Dél-Korea
- Ázsia-kupa
  - ezüstérmes: 1988